# Charles Bravo
Charles Delauney Bravo, född 30 november 1845, död 21 april 1876, var en brittisk advokat som blev dödligt förgiftad med antimon 1876. Fallet är fortfarande sensationellt, omskrivet och olöst. Fallet är också känt som The Charles Bravo Murder och Murder at the Priory.
Det var ett olöst kriminalfall som utspelades i ett framstående viktorianskt hushåll i The Priory, ett hus i Balham, England. Ledande läkare närvarade vid dödsbädden, däribland den kungliga livläkaren Sir William Gull, och alla var eniga om att det rörde sig om antimonförgiftning. Det tog tre dagar för Bravo att dö, men under hela tiden gav han ingen förklaring till varifrån giftet kom. Ingen åtalades för brottet.

## Bakgrund
Charles Bravo föddes som Charles Delauney Turner i St Pancras, London och döptes i Saint Helier, Jersey 1852. Han var son till Augustus Charles Turner och Mary Turner, men tog senare efternamnet från sin styvfar Joseph Bravo. Han gick på Trinity College, Oxford och utbildade sig till jurist. Vid tiden för sitt giftermål med Florence Ricardo, dotter till politikern Robert Campbell, var han far till en utomäktenskaplig son.
Hans rika hustru Florence (1845–1878) hade tidigare varit gift med Alexander Louis Ricardo, son till John Ricardo MP, men hade skilt sig från honom på grund av hans kärleksaffärer och våldsamma alkoholism. Själv hade hon haft ett kärleksförhållande med den mycket äldre läkaren James Manby Gully, en fashionabel societetsläkare som också var gift vid tiden, och hon befann sig i onåd hos både sin familj och societeten. Ricardo dog 1871 och Florence gifte sig 1875 med Charles, en respekterad jurist på uppåtgående och avslutade därmed sin affär med Gully.
Polisrapporter visade på att Charles var kontrollerande mot Florence, elak, våldsam och mobbande. Florence var rikare än Charles och hade från start bestämt sig för att hålla sina pengar för sig själv, vilket ledde till spänningar inom äktenskapet.

## Förgiftningen och mysteriet

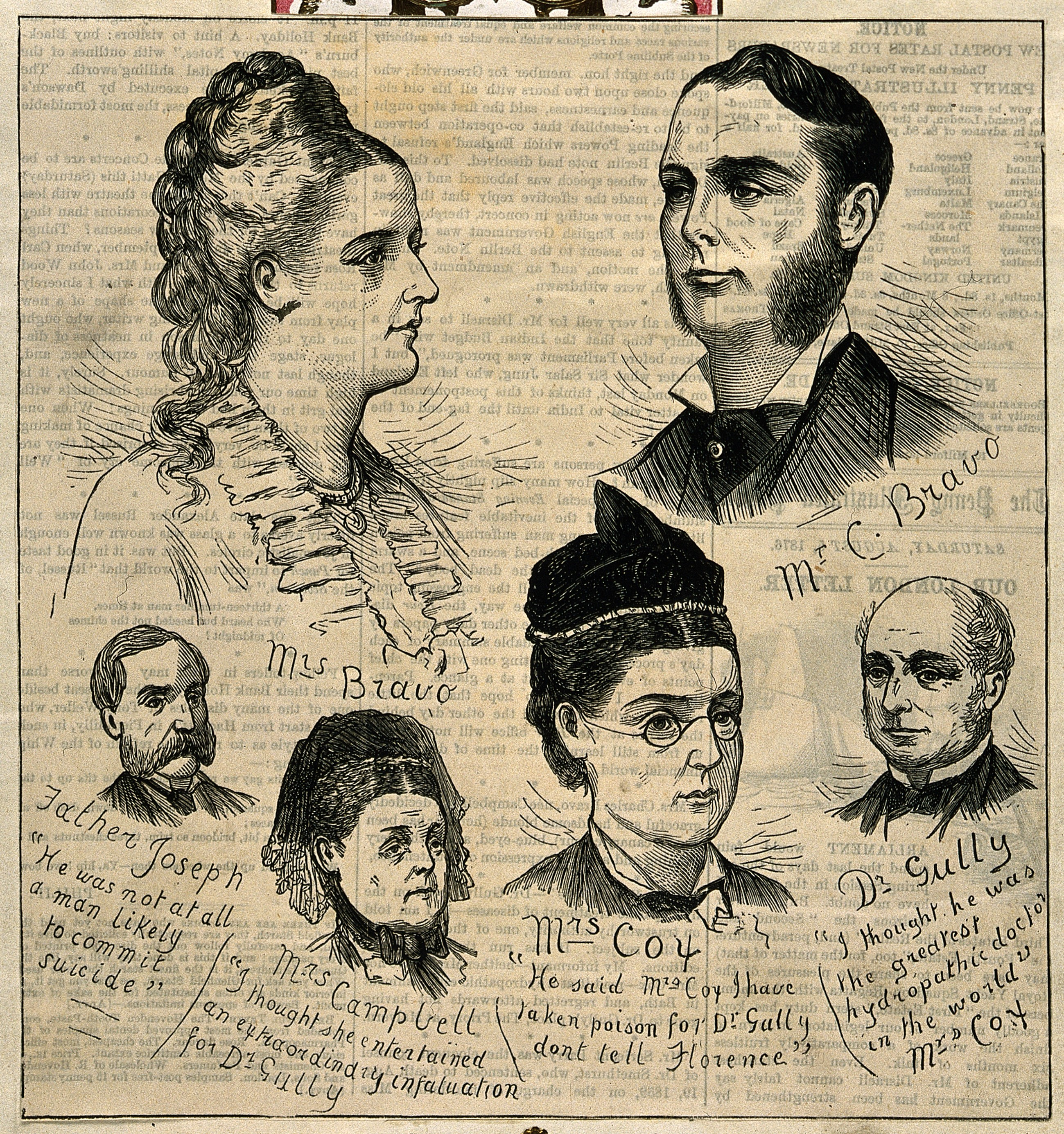
Samtida teckning av de inblandade.

Förgiftningen av Charles Bravo inträffade fyra månader in i äktenskapet. Bravos död var utdragen, den pågick i två till tre dagar, och smärtsam. Det var särskilt anmärkningsvärt att han inte gav någon förklaring till det hela till de närvarande läkarna.
En teori är att Charles Bravo långsamt hade förgiftat sin hustru med små doser av antimon i form av antimonvin, vilket skulle förklara det kroniska illamående hon led av sedan början av äktenskapet. Genom att kurera sig själv med laudanum mot tandvärk före sänggående svalde han oavsiktligt en del; varpå han tog lite antimonvin i tron att det var ett kräkmedel som skulle påskynda uppkastningen. Deras hushållerska Mrs Cox berättade för polisen att när de var ensamma tillsammans hade Charles erkänt att han tagit antimonvinet, men senare ändrade hon sitt uttalande, kanske för att rikta misstankarna bort från sig själv och mot Florence.
Andra utredare har kommit med andra förslag på vad som framkallade förgiftningen, däribland självmord, mördad av Mrs Cox (som Bravo hade hotat att avskeda), mördad av Florence och mördad av en missbelåten betjänt som Bravo hade avskedat.

## Efteråt
Två rättegångar hölls och detaljerna ansågs så skandalösa att kvinnor och barn var bannlysta från salen när Florence Bravo vittnade. Korsförhöret var starten på karriären för advokaten George Henry Lewis. Den första rättegången kom inte fram till någon dom. Den andra rättegången fastslog mord men ingen blev arresterad eller dömd.
Efter rättegången flyttade den tvåfaldiga änkan Florence till Southsea, Hampshire. Hon dog vid 33 års ålder av alkoholförgiftning tisdagen den 24 (möjligen 17) september 1878. Hon ligger begraven på kyrkogården i Buscot nära faderns hem Buscot Park i Berkshire, numera en del av Oxfordshire.

## I populärkulturen
- Romanen So Evil My Love av Joseph Shearing (pseudonym för Marjorie Bowen) innehåller delar av Bravoförgiftningen i handlingen. Den gjordes senare till en film.
- Romanen Below Suspicion av John Dickson Carr innehåller också element av Bravofallet i första mordet.
- Agatha Christies Prövad oskuld refererar till Bravofallet som ett olöst fall, där misstankens ständiga skugga förstör de oskyldigas liv (Florence Bravo, Dr. Gully och Mrs. Cox, eller åtminstone två av dem). Christie nämner också fallet i Långa skuggor och i Klockorna, där Poirot hävdar att "det råder ingen tvekan hos mig ... partnern kan ha varit inblandad, men hon var verkligen inte den drivande parten".
- Jessie Louisa Rickards roman Not Sufficient Evidence (1926) är en påhittad berättelse om Bravofallet.[6]
- Skräckromanen From Hell av Alan Moore och Eddie Campbell porträtterar kortfattat både Charles och Florence Bravo i kapitel 2. En av huvudpersonerna är den kungliga livläkaren William Gull, som närvarar vid Charles Bravos dödsbädd.
- Shirley Jacksons roman We Have Always Lived in the Castle var inspirerad av mysteriet Charles Bravo.[7]
- Fallet förekommer i första avsnittet av Edward Woodwards TV-serie In Suspicious Circumstances.
- Dramatiserad av BBC 1975 i tre delar, skriven av Ken Taylor och regisserad av John Glenister som The Poisoning of Charles Bravo.[8]